# Shūkōkai
Shūkōkai' (修交会) és un estil de karate el qual neix dels estils tani-ha i shitō-ryū desenvolupat per Chōjirō Tani a la dècada de 1940, el seu alumne més comú és Shigeru Kimura.

## Rangs
Els sistema de rangs d'aquest estil és el següent:
| Ordre de rangs de l'estil shūkōkai |
| Negre (Dan)                        |
| Marró (3è, 2n i 1r Kyu)            |
| Lila (4t Kyu)                      |
| Blau (5è Kyu)                      |
| Verd (6è Kyu)                      |
| Taronja (7è Kyu)                   |
| Groc (8è Kyu)                      |
| Vermell (9è Kyu)                   |
| Blanc (10è Kyu)                    |